# 梅多拉克·莱蒙
梅多拉克·莱蒙（英語：Meadowlark Lemon，1932年4月25日—2015年12月27日），美国篮球运动员，他带领哈林篮球队在1970年代赢得了巨大的声望。